# Ruth Lapide
Ruth Lapide (* 8. Juni 1929 in Burghaslach, Mittelfranken als Ruth Rosenblatt; † 30. August 2022 in Frankfurt am Main) war eine deutsche jüdische Religionswissenschaftlerin und Historikerin.
Zusammen mit ihrem Ehemann Pinchas Lapide hat sie sich in besonderer Weise um den jüdisch-christlichen Dialog, die Verständigung der Bundesrepublik Deutschland mit dem Staat Israel und die Annäherung der drei großen Buchreligionen verdient gemacht. Vor allem ab 1997 wurde sie durch zahlreiche Interviews beim Bayerischen Rundfunk (BR-alpha) und bei Bibel TV („Die Bibel aus jüdischer Sicht“) bekannt. Hier hat sie immer wieder auf grobe Fehlübersetzungen in der Heiligen Schrift hingewiesen. Ruth Lapide war Trägerin des Verdienstordens der Bundesrepublik Deutschland.
Ruth Lapide erhielt eine Privataudienz bei fünf verschiedenen Päpsten und wurde bei Bischofskonferenzen regelmäßig als Beraterin hinzugezogen. Ab 2007 wurde sie auch als Professorin honoris causa an die Evangelische Fachhochschule Nürnberg und ab 2008 als Dozentin an die evangelische Augustana-Hochschule Neuendettelsau berufen.

## Leben
Ruth Lapide wurde im mittelfränkischen Burghaslach als Tochter der jüdischen Rabbinerfamilie Rosenblatt geboren. Am Tag ihrer Geburt im Juni 1929 wurde dort das jüdische Wochenfest Schawuot gefeiert, das 50 Tage nach dem Pessachfest begangen wird (in der jüdischen Tradition auch Ruths und König Davids Geburtstag sowie des Dekalog-Geschenks am Berg Sinai). Ihre mütterliche Linie lässt sich in Unterfranken und ihre väterliche Linie in Mittelfranken bis zum 12. Jahrhundert zurückverfolgen. Hier wirkten Lapides Vorfahren bis zum 19. Jahrhundert. Der Familienname Rosenblatt wurde, so Lapide, von ihrem Ururgroßvater bei den bayerischen Behörden gekauft, nachdem Napoleon Bonaparte im 19. Jahrhundert den Juden das Recht auf einen eigenen Familiennamen einräumte. Bis dahin hießen ihre Vorfahren nach dem Namen des Vaters oder der Mutter. Die traditionelle Ausbildung ihrer Familienväter zum Rabbiner erfolgte in der Regel im Rahmen einer Jeschiwa, einer Talmudhochschule in Würzburg. Lapides Vater war nicht praktizierender Rabbiner, dafür aktiv in der jüdischen Gemeinde, teilweise als Bürgermeister. Ihre ganze Familie war in Würzburg und Bamberg beim Aufbau internationaler Weinhandelsbeziehungen für den mittelfränkischen Wein aktiv, unter anderem nach Frankreich.
Ab 1933 begann die systematische Zerstörung der jüdischen Kultur und die erst allmähliche, dann immer stärker werdende Eliminierung der Juden aus allen Lebensbereichen in Bayern. So war Ruth Lapide der Kindergarten- und Schulbesuch verboten, ihr Vater erhielt zusammen mit Martin Buber sofort nach Hitlers Machtergreifung Berufsverbot. Wegen der Verfolgung durch das NS-Regime musste die Familie zeitweise im Wald versteckt leben. Um der Ermordung in den deutschen Konzentrationslagern zu entkommen, floh die Familie 1938 aus Deutschland nach Palästina. Ruth Lapide kam als 9-jähriges Mädchen mit der Jugendalija nach Eretz Israel und in Haifa in ein Kinderheim.
Den Kindern der Jugendalija wurde in der nächstgelegenen Dorfschule von Haifa die Grundschule ermöglicht. So wurde Lapide mit neun Jahren eingeschult, lernte die hebräische Sprache, Rechnen, Lesen und Schreiben. Ihre Schulmaterialien musste sie sich mit Nachhilfestunden in Rechnen bei wohlhabenden Palästinensern finanzieren. Nach dem Schulabschluss erhielt Lapide eine Ausbildung zur Bankkauffrau und lernte Englisch, Aramäisch, Griechisch und Latein. Sie kümmerte sich während dieser Zeit auch um die kranken Juden, die von der Shoa verschont geblieben und nach Palästina ausgewandert waren.
Lapide studierte nach der Gründung des Staates Israels 1948 an der Hebräischen Universität Jerusalem Politikwissenschaft, die Geschichte des Zweiten Tempels, die Geschichte Europas und Judaistik. Die Entstehung des Christentums innerhalb des Judentums bildete dabei einen speziellen Studienschwerpunkt. Ruth Lapide wurde zunehmend zur Kennerin des Alten und Neuen Testamentes. Letzteres war insofern außergewöhnlich, als die meisten Religionswissenschaftler sich entweder auf das eine oder das andere beschränken, also entweder jüdisch oder christlich argumentieren. Anfang der 1950er Jahre lernte Ruth den Diplomaten und Leiter des Presseamtes der israelischen Regierung Pinchas Lapide kennen. Sie heirateten; das Paar bekam den Sohn Yuval Lapide.
Nachdem Pinchas und Ruth Lapide als jüdische Religionswissenschaftler weltweit mehrere Lehraufträge erhalten hatten, insbesondere in den USA und Deutschland, entschieden sich beide 1974 für die endgültige Rückkehr nach Deutschland und wählten Frankfurt am Main als neue Heimat. Lapides Aussagen zufolge reifte der Entschluss damals mit dem Gefühl „Wenn nicht wir, wer dann, um die Menschen dort aufzuklären, wo die Wurzel des Übels war und eine Versöhnung zwischen Christen und Juden dringender denn je gebraucht wird, damit sich solch ein Übel niemals wiederhole“. Ruth Lapide verfasste zusammen mit ihrem Mann mehr als 35 Bücher, die in zwölf Sprachen übersetzt und unter dem Namen ihres Mannes veröffentlicht wurden. An der Seite von Pinchas Lapide engagierte sie sich wegbereitend für den jüdisch-christlichen Dialog und die Einsicht einer dringend notwendigen Korrektur grober Fehlübersetzungen in der Bibel, die Verständigung zwischen der Bundesrepublik Deutschland und dem Staat Israel sowie für die Annäherung der drei großen Buchreligionen.
Nach dem Tod von Pinchas Lapide im Jahr 1997 setzten Ruth Lapide und Yuval Lapide dessen Arbeit fort. So begann Ruth Lapide eine Karriere als Autorin, hielt regelmäßig Vorträge im In- und Ausland und gab zahlreiche Interviews beim Bayerischen Rundfunk (BR-alpha) und bei Bibel TV („Die Bibel aus jüdischer Sicht“). Seit 2007 war sie als Lehrbeauftragte Professorin honoris causa an der Evangelischen Fachhochschule Nürnberg, 2008 wurde ihr der Ehrendoktor der evangelisch-lutherischen Augustana-Hochschule Neuendettelsau verliehen.
Ruth Lapide starb Ende August 2022 im Alter von 93 Jahren in Frankfurt am Main.

## Ehrungen und Auszeichnungen (Auswahl)
- 2000: Verdienstkreuz am Bande des Verdienstordens der Bundesrepublik Deutschland für ihr Engagement in der Versöhnung zwischen Juden und Christen[3]
- 2003: Hessischer Verdienstorden am Bande[4]
- 2012: Wolfram-von-Eschenbach-Preis des Bezirks Mittelfranken[5]
- Ehrenprofessur des Landes Hessen

## Schriften
Die meisten Publikationen Ruth Lapides erschienen unter dem Namen ihres Ehemannes Pinchas Lapide. Folgende Werke sind unter ihrem Namen veröffentlicht:
- Kennen Sie Adam, den Schwächling?, Kreuz Verlag, Stuttgart 2003, ISBN 3-7831-2224-4
- Kennen Sie Jakob, den Starkoch?, Kreuz Verlag, Stuttgart 2003, ISBN 3-7831-2320-8
- Ruth Lapide, Henning Röhl: Komm, Herr Messias! Gespräche mit einer Jüdin über das Neue Testament. 6. Auflage, Kreuz Verlag, Stuttgart 2012, ISBN 978-3-7831-2589-4 (Alternativer Titel lt. Verlag: Was glaubte Jesus? – Gespräche mit einer Jüdin über das Neue Testament. 1. Auflage, 2006, ISBN 3-7831-2589-8)
- mit Walter Flemmer: Liebe, Lust und Leidenschaft Familiendramen in der Bibel, 200 S., Kreuz Verlag, Stuttgart 2011, ISBN 978-3-451-61076-9